# Elin Bergkvist
Elin Bergkvist, född 1994, är en svensk fotbollsspelare (mittback) som sedan 2017 spelar i IFK Kalmar.
Bergkvist kom till IFK Kalmar från Piteå IF som hon hade tillhört sedan hösten 2010. Hennes moderklubb är Notvikens IK och hon har också spelat för Infjärdens SK.
Elin Bergkvist tog sig in i startelvan i Piteå IF:s allsvenska lag och tillhörde också en tid U23-landslaget. Efter en skada hade hon svårt att ta tillbaka platsen i Piteås allsvenska lag. Hon blev under denna period bland annat utlånad till Sunnanå SK som då låg i Elitettan.
IFK Kalmars värvning av Bergkvist offentliggjordes i november 2016 och ansågs allmänt markera att Kalmarföreningen gjorde en allvarligt menad satsning att nå damallsvenskan. Bergkvist sa för sin del att det handlade om att få en nytändning i karriären samtidigt som IFK Kalmar kunde hjälpa henne att få ett passande civilt arbete. Bergkvist är utbildad ekonom.
I IFK Kalmar blev Elin Bergkvist snabbt en nyckelspelare och hade en stor del i att IFK Kalmar kunde ta sig till allsvenskan genom att bli tvåa i Elitettan säsongen 2017. Bergkvist skrev efter avancemanget ett nytt kontrakt med IFK Kalmar.
I Piteå IF spelade Elin Bergkvist 51 allsvenska matcher. 
Hon har gjort 5 U23-landskamper, 9 F19-landskamper och 2 för F17-landslaget.